# Daniela von Bülow

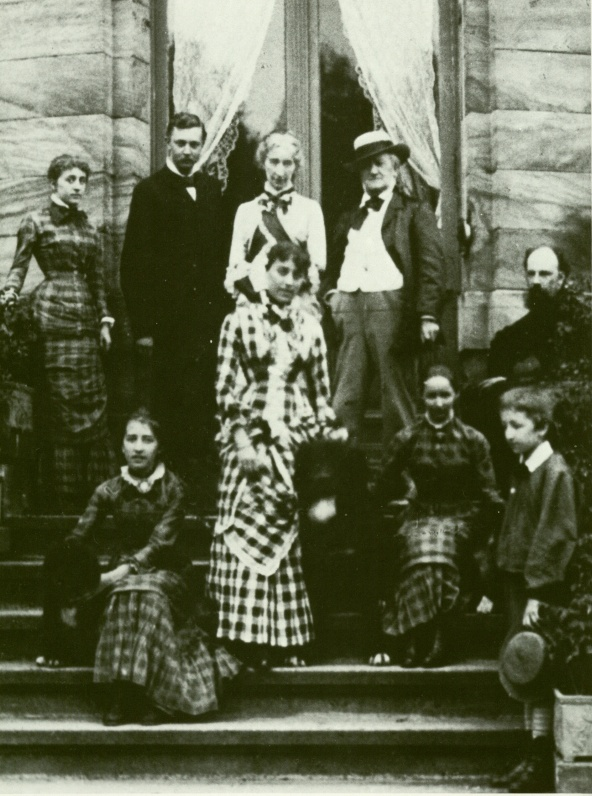
Richard Wagners familj, augusti 1881, uppifrån från vänster: Blandine, Heinrich von Stein (Siegfrieds lärare), Cosima, Richard, konstnären Paul von Joukowsky nederst: Isolde, Daniela, Eva, Siegfried

Daniela Senta von Bülow, född 12 oktober 1860 i Berlin, död 28 juli 1940 i Bayreuth, var en tysk pianist och kostymör. Hon var dotter till Hans von Bülow och hans första hustru Cosima, styvdotter till Richard Wagner, hustru till konsthistorikern Henry Thode och barnbarn till Franz Liszt.

## Biografi
Daniela von Bülow föddes 1860 i Berlin i Tyskland och var äldsta dotter till dirigenten och pianisten Hans von Bülow och  Cosima Liszt. Hon fick sitt namn efter Cosimas bror Daniel Liszt, som "tragiskt hade dött av lungsot 1859". Hon var styvdotter till kompositören Richard Wagner och barnbarn till den ungerske kompositören och pianisten Franz Liszt. Hon var en "fin pianist" i sin egen rätt, som i första hand hade utbildats av sin mor men också tränats av Wagner.
Som barn upplevde hon främlingskapet mellan sina föräldrar och efter föräldrarnas skilsmässa 1870 bodde hon hos sin mor Cosima, som gifte sig med Wagner samma år. Från och med då bodde hon först i Tribschen och sedan i Bayreuth, men höll kontakten med sin biologiska far. Från påsken 1875 till 1877 var hon inskriven på internatskolan Luisenstift nära Dresden, där hon gick första året tillsammans med sin syster Blandine. Under en tid togs hon om hand av grevinnan Schleinitz, en nära vän till hennes mor, som inte hade några egna barn och i vars salong hon ofta vistades i Berlin. På 1880-talet följde hon med Wagner till Italien, där hon träffade konsthistorikern, poeten och översättaren Henry Thode som var chef för Städelsches Kunstinstitut i Frankfurt am Main. Hon gifte sig med Henry Thode den 3 juli 1886 och bodde med honom huvudsakligen i Italien, vid Gardasjön och Comosjön, tills hon återvände till Bayreuth 1914 efter deras skilsmässa.
Hon arbetade som kostymdesigner vid Festspelen i Bayreuth, ett årligt återkommande musikevenemang. Hon publicerade bland annat Hans von Bülows brev. 
Den 19 oktober 1928 var hon en av undertecknarna av grundmanifestet för Kampfbund für deutsche Kultur. Hon arbetade som kostymdesigner vid Festspelen i Bayreuth och ansvarade bland annat för kostymerna till nyuppsättningen av Tristan och Isolde 1927 (i regi av brodern Siegfried Wagner, dirigerad av Karl Elmendorff, Gunnar Graarud som Tristan) tillsammans med Irma Nierenheim. Den 13 februari 1933 blev hon hedersmedborgare i Bayreuth. Hon var positiv till Hitlers maktövertagande samma år. Hon blev medlem i NSDAP och fick NSDAP:s gyllene hedersmedalj före sin död.
Harry Kessler skrev om ett möte med Daniela Thode i Bayreuth:
"Hon attraherade mig därför att hon utövade en mystisk kult med en fanatism som dittills varit okänd för mig, dyrkan av sin styvfar Richard Wagner. Jag tror att denna typ av mysticism, som inte bara omtolkade en person som en övermänniska, utan också skyddade honom mot all kritik som om det vore ett mordförsök, uppfanns först av wagnerianerna. Daniela Thode var i alla fall helt genomsyrad av denna syn, varje ord hon sa glödde och lyste från henne. Själv fick hon något förföriskt prästlikt, magiskt."
Hon avled i Bayreuth den 28 juli 1940.